# Romina Masolini
Romina Masolini (Morbegno, 4 novembre 1976) è un'ex snowboarder italiana.

## Biografia
Nata a Morbegno, in provincia di Sondrio, nel 1976, inizia a praticare lo snowboard a 15 anni.
Debutta in Coppa del Mondo a 20 anni, il 2 marzo 1997, in Valdaora, nell'halfpipe, sua specialità.
Nel 2001 partecipa ai Mondiali di Madonna di Campiglio, terminando 8ª nell'halfpipe.
2 anni dopo, alla competizione iridata di Kreischberg, in Austria, è 5ª, sempre nell'halfpipe.
A Whistler 2005, in Canada, conclude 29ª nell'halfpipe.
A 29 anni partecipa ai Giochi olimpici di Torino 2006, nell'halfpipe, dove termina al 25º posto con 20.5 punti, non riuscendo ad accedere alla finale a 12.
Sempre nel 2006 termina la carriera, a 29 anni.